# Милош Тимотијевић
Милош Тимотијевић (Београд, 9. март 1975) српски је глумац.
Његова глумачка каријера почела је 1995. године, епизодном улогом у серији Крај династије Обреновић. Тимотијевић је наставио да игра у споредним улогама у различитим форматима — од популарне серије Срећни људи, где је остао познат као телохранитељ Пабло, и серије Горе—доле, преко филмова Стршљен и Седам и по, до серије Породично благо. Постепени успон на телевизији и филму потврђивао је честим ангажманом у пројектима страних продукција, попут филма У земљи крви и меда Анђелине Џоли. Филм Влажност донео му је фестивалску публику широм Европе, и награду за најбољег глумца на ФЕСТ−у 2016. године. Милош је истовремено играо и у неколико београдских позоришта, између осталих, у представама Мирис кише на Балкану, Расправа са Ернестом Че Геваром, Режим љубави, Сцене из брачног живота, Зоран Ђинђић и другима.
Улога потпоручника Васиљевића у Војној академији, као и улога Војина Ђукића у серији Сенке над Балканом, пружиле су му шансу за касније пројекте, попут ТВ серија Александар од Југославије, Породица, Певачица и Мочвара, па почетком 20−их његова каријера доживљава експанзију. Регионалну популарност остварио је као корумпирани полицајац Ступар у серији Јужни ветар, и као инспектор Петрит Коци у српско—британској серији Беса.
Тимотијевић живи у Београду, где је 1999. године дипломирао на Факултету драмских уметности.

## Приватни живот
Милошева мајка радила је као саобраћајни техничар, а његов отац познати је београдски фотограф, Драган Тимотијевић „Белмондо”. Милош каже да је, захваљујући оцу, детињство провео окружен камерама и моделима и модним пистама. Јована Јоксимовић је у једном од интервјуа које је радила са Тимотијевићем, признала да је њен први едиторијал, са којим је аплицирала на БК телевизији, радио управо његов отац.
У интервјуу за један магазин глумац је рекао да је одрастао у селу, код бабе и деде, пошто су му родитељи радили. Волео је домаће телевизијске серије Приче из радионице и Приче из Непричаве са Миленом Дравић и Зораном Радмиловићем. Додаје да је одрастао и у згради Политике, па је због очевог посла упознат и са новинарским и фоторепортерским еснафом. Када је дошло време да пође у школу, родитељи су га вратили у Београд. Отац га је са шест година одвео на Радио Београд, у групу Мике Алексића. Тимотијевић истиче да је то искуство било на неки начин припрема за глумачки позив, као и да је Алексић био садистички строг. Упркос томе, желео је да буде шустер, вајар или сликар, а касније је помишљао и да се бави социјалним радом, због чега је чак био уписао Факултет политичких наука.
Милош Тимотијевић уписао је Факултет драмских уметности из другог покушаја — први пут безуспешно 1992, да би из другог пута дипломирао 1999. године, у класи професора Миленка Маричића. Са Чедомиром Јовановићем ишао је на предавања из драматургије.
У пролеће 2020. Тимотијевић је изјавио да се путем друштвених мрежа свакодневно сусреће са стотинама претећих и погрдних порука. До непријатности је дошло због сцене у једанаестој епизоди серије Јужни ветар, у којој се његов лик, Ступар, љуби са другим мушкарцем. Тимотијевић је изразио забринутост што једном делу српског друштва не смета што је Ступар корумпиран и што се афирмативно гледа на криминал као стил живота, док им с друге стране смета што је Ступар геј.

## Каријера

### 1994—2010: Рани радови
Готово првих двадесет година своје глумачке каријере, Милош Тимотијевић је играо у споредним улогама. Најпознатија међу њима била је улога Пабла, телохранитеља Озрена Солдатовића у популарној ТВ серији Срећни људи 1995. године. Упркос мањку текста, Милош је добио пажњу гледалаца захваљујући сцени са Секом Саблић (у серији секретарица Маријана). Ране улоге опасних момака оставиле су печат који ће се видети и касније у његовом опусу. Глумац је једном приликом изјавио да је главну улогу чекао 20 година.
Прве улоге добио је у телевизијском филму Симпатија и антипатија 1993. године, где је играо Михаила Обреновића, као и у филму Жеља звана трамвај, са Ружицом Сокић и Иваном Бекјаревим. Мање улоге одиграо је у ТВ серијама Крај династије Обреновић (његов телевизијски деби), Горе—доле и Породично благо. Без обзира на краћу минутажу на екрану, Тимотијевић је био препознатљиво ТВ лице деведесетих. Играо је и у филмовима Стршљен, Лавиринт, Седам и по и Четврти човек. После 2000. године појавио се и у серијама Лисице, Вратиће се роде, Горки плодови и Бела лађа.
Без обзира на величину улоге, Тимотијевић је показивао знатну посвећеност. Цела његова улога у филму Стршљен била је на албанском, који он не говори. За улогу билдера Тадије у филму Седам и по одлучио је да до снимања готово свакодневно интензивно вежба. На тај начин је успео да за 27 дана своју мишићну масу увећа до оног степена који је својствен бодибилдингу.
Поред домаћих, Милош је до 2010. године играо и у два филма стране продукције — италијанском Крсташи и француском трилеру Људски зверињак.

### 2010—2017: Глумачко сазревање
Тимотијевић је 2010. године био изузетно упослен на различитим телевизијским пројектима. Играо је епизодне улоге у серијама Куку, Васа, Грех њене мајке, Село гори, а баба се чешља, Сва та равница и Жене са Дедиња. Већ наредне године стигла је улога у контроверзном трилеру У земљи крви и меда (ориг. назив In the Land of Blood and Honey). Филм који је у Србији наишао на мешовите реакције режирала је Анђелина Џоли, која је Милошеву улогу преправљала више пута. Тимотијевић, који о сарадњи са филмском звездом не жели да говори, изабран је на кастингу између педесет глумаца.
Ово је тек био почетак Милошевог рада на филмовима стране продукције. Глумац је једном приликом изјавио да га Холивуд не занима, али да би врло радо играо у европским филмовима. До 2020. године Тимотијевић је добио улоге у америчком Чернобиљски дневници, српско—хрватско—немачком Најлепша је моја земља, америчком биоскопском хиту Новембарски човек, српско—холандском Небо изнад нас, британском Упркос снегу, индијском Интелигенција, хрватском Комик санс, као и у америчкој серији Предстража и британској Последњи пантери.
Серија Војна академија из 2012. године важна је као прекретница у каријери Милоша Тимотијевића јер му је управо у њој поверена једна од главних улога. Глумац који је до тада углавном играо споредне или епизодне улоге, тумачио је у Војној академији лик пуковника Видоја, кога је наставио да игра и у филмовима који су снимани као наставци серијала. До 2020. године Тимотијевић је глумио и у серијама Равна гора, Чизмаши, Сумњива лица и Истине и лажи.
Касније је изјавио да није подржао поруку коју је слала Равна гора, а која је, по његовом мишљењу, тежила својеврсној ревизији историје.

#### Прва главна улога
Прву главну улогу у каријери Милош Тимотијевић је добио 2016. године у филму Влажност, српско—грчко—холандске продукције. Ова драма прати наизглед савршен живот успешног средовечног Београђанина. Када га жена остави без објашњења и оде без трага, његов луксузни дом на Врачару нарушен је из темеља, а Петар се труди да по сваку цену прикрије њен одлазак и у јавности сачува слику савршеног живота и брака. Овај редитељски деби Николе Љуце био је приказиван на фестивалима широм света: у Вилњусу, у Северној Македонији, у Уругвају, на Филмском фестивалу у Сарајеву, на Филмском фестивалу у Берлину, у Амстердаму и на Филмском фестивалу у Кану. Тимотијевић је на београдском ФЕСТ−у добио награду за најбољег глумца 2016. године, уз похвалу његовог „модерног и минималистичког глумачког израза којим је дочарао сложеност лика.” Српска секција Међународне федерације филмских критичара (ФИПРЕСЦИ) такође је Милошу доделила награду за најбољег глумца. Филм је освојио још и награду за најбољи филм на ФЕСТ−у, као и награду за најбољи филм на Фестивалу европског филма у Скопљу.
Поред Милоша, у филму играју још и Тамара Крцуновић и Славен Дошло. Узевши улоге у обзир, Крцуновићева често игра Милошеву партнерку на филму, телевизији и у позоришту. Према мишљењу критичара са Берлинског филмског фестивала, којима је пуштен Влажност, тандем Тимотијевић—Крцуновић створио је „редак драгуљ европске кинематографије.”

### 2017—2020: Комерцијални успех
Милош је 2017. године добио улогу јавног тужиоца Војина Ђукића у серији Сенке над Балканом Драгана Бјелогрлића, касније награђеном Златном антеном за најбољу ТВ серију. Глумац је открио да је Војинов лик конзервативца који, упркос систему, жели друштвене промене на боље, био дорађиван упоредо са снимањем, будући да су неке његове карактеристике биле чудне и Бјелогрлићу и њему самом. Прва сезона остварила је истовремено велики комерцијални успех и побрала одличне рецензије филмских критичара, те самим тим и потврдила Милошев пут ка више материјала и главних улога.
Управо 2018. године стигла је улога Ступара у филму Јужни Ветар. Он је корумпирани инспектор, и како Милош каже „лисица, човек који је спрега између државе и полиције, и полиције и криминала”.
Тимотијевић додаје и да га је било занимљиво играти јер је био одлично написан, те и да узоре није морао да тражи у филмовима и на телевизији, јер их има и у стварном животу. Казао је о свом омраженом лику и да је „љубав једина светла тачка у његовом животу. Из филма је наредне године настала истоимена серија, која је за кратко време обезбедила рекордан број гледалаца. Серија је емитована у пролеће 2020. године, а РТС је упркос пиратерији забележио гледаност од више од два милиона гледалаца по епизоди.
Тимотијевић је играо још и у петом филму Војне академије, у филмовима Пси умиру сами и Екипа, као и у српско—британској серији Беса. У Беси тумачи лик инспектора Петрита Коција — главног човека Интерпола за Западни Балкан. Он је самотњак, предан послу, добар детектив, и глумац истиче да га је играо са задовољством, иако је текст учио на три језика. Серија је награђена Златном антеном за најбољу српску серију 2019. године. Исте године глумац се појавио и у споту за песму Cafe Лене Ковачевић. Ово није био први пут да се Тимотијевић опробао у другој делатности. Само годину дана пре прошетао се модном пистом на ревији „Мартини Весто” Бошка Јаковљевића.

### 2021—данас
Глумац је наредну декаду започео радно. Пандемија вируса корона условила је рад позоришта, те су се и Милошеве представе Режим љубави и Сцене из брачног живота давале тек повремено, када би то дозволиле превентивне здравствене мере. Глумац је током 2020. ипак увелико снимао три телевизијске серије, чије је емитовање најављено 2021. године. Прва серија је Александар од Југославије, у режији Здравка Шотре, која приказује период од уласка краља Александра I Карађорђевића у ослобођени Београд, па све до његовог убиства у Марсељу. У овој историјској драми, рађеној према мотивима истоименог романа Вука Драшковића, Тимотијевић је у улози принца Ђорђа П. Карађорђевића. Други пројекат је минисерија Породица, која прати живот Слободана Милошевића и Мирјане Марковић неколико дана пре његовог хапшења. Милош је и овде одиграо историјску личност — Богољуба Бјелицу, политичара и блиског сарадника тадашњег југословенског председника. Напослетку, реализовао је и главну улогу у криминалистичкој мистерији Певачица, са Милицом Павловић у насловној улози, која се делимично ослања на мотиве нерешене мистерије у вези са убиством поп−фолк певачице Јелене Марјановић. Поред тога, глумац је на свом инстаграм профилу поделио и да је започето снимање друге сезоне серије Беса.
Упркос утврђеном статусу једног од најпопуларнијих телевизијских глумаца с краја 2010−их и почетка 2020−их, Милош Тимотијевић није запоставио ни ангажман у филмској уметности. Крајем 2021. одржана је премијера филма Небеса, режисера и сценаристе Срђана Драгојевића, а у коме глумац игра Петра. Према речима Драгојевића, филм је алегорична комедија о изазовима хришћанства у 21. веку. Наредне године тумачио је лик Аљоше у трилеру Траг дивљачи, који се бави породичним тајнама и комунистичким злочинима који су повезани са убиством у малој српској вароши. Глумац је поред тога глумио и у филму Међу боговима Вука Ршумовића, у егзистенцијалној драми Да ли сте видели ову жену? и у ТВ серијама Мочвара, Позив и Што се боре мисли моје, од којих се потоња бави убиством кнеза Михаила Обреновића. Истовремено, Милош је играо и у представи Секс, уметност, комунизам, која је била премијерно изведена почетком марта у Битеф театру.

### Улоге у позоришту
Једну од најранијих позоришних улога Милош је играо 1994. године. У питању је била представа Принцеза Ксенија од Црне Горе за Стеријино позорје. То искуство остало му је у нарочито лепом сећању, будући да су му партнери на сцени били Мира Ступица и Михајло Јанкетић. Уследили су комади захваљујући којима је добио прилику да глуми у бројним београдским позориштима: Мирис кише на Балкану у Мадленијануму, Амселфелд у Битеф театру, Златокоса у позоришту „Пуж”, са Бранком Коцкицом и другима.
Тимотијевић је у Атељеу 212 играо у две изузетно успешне представе. Прва од њих, Зоран Ђинђић из 2012. године, у режији Оливера Фрљића, изазвала је различита мишљења и бројне полемике, будући да се бавила убиством српског премијера. Највише се дискутовало о сцени у којој Тамара Крцуновић повраћа по српској застави. Док су је неки посматрали као вређање националних симбола, редитељ се бранио речима да ако се људи попут Слободана Милошевића и Радована Караџића сматрају патриотама, онда је код нормалног човека повраћање природна реакција. Друга представа, Режим љубави, бавила се осетљивим темама људске сексуалности, као и полиаморије. Милош Тимотијевић каже да због политизованих критика после улоге у Зорану Ђинђићу дуго није имао посао.
Представа Сцене из брачног живота Ингмара Бергмана из 2019. године, у којој је Милош играо Јохана, реализована је поводом прославе стогодишњице Бергмановог рођења, а у сарадњи са амбасадом Шведске у Београду.
У представи Није странац, мајке ми радио је и као асистент режије. За Позориште на Славији написао је и режирао комад Радован против Ибија, као омаж Зорану Радмиловићу и биткама које сваки глумац води на сцени док покушава да у ликове удахне живот.
За време епидемије корона вируса, Милош је, заједно са Славеном Дошлом, учествовао у реализацији драмског читања представе Њујоршки маратон. Снимљени видео је дистрибуиран путем друштвених мрежа 21. јула 2020. године, у сарадњи са Италијанским центром за културу у Београду.
| Премијера           | Представа                                   | Улога                    | Редитељ                                   | Позориште                          |
| ------------------- | ------------------------------------------- | ------------------------ | ----------------------------------------- | ---------------------------------- |
| 5. мај 1992.        | Очеви и оци                                 | потпуковник Боме         | Зоран Ратковић                            | Атеље 212                          |
| 10. фебруар 1994.   | Принцеза Ксенија од Црне Горе               |                          | Радмила Војводић                          | Зетски дом                         |
| 8. новембар 1994.   | Живот је сан                                | војник Астолфа           | Никита Миливојевић                        | Народно позориште                  |
| 8. децембар 1995.   | Дон Жуан                                    | Франциско                | Петар Зец                                 | Народно позориште                  |
| 3. април 1998.      | Пуковник птица                              | Хачо Телевизор           | Радослав Миленковић                       | Југословенско драмско позориште    |
| 16. јул 1998.       | Леонс и Лена                                | Окружни начелник         | Дејан Мијач                               | Југословенско драмско позориште    |
| 21. август 2001.    | Бордел ратника                              |                          | Ана Миљанић                               | Центар за културну деконтаминацију |
| 14. септембар 2001. | Радован против Ибија                        |                          | Милош Тимотијевић                         | Позориште Славија                  |
| 9. јануар 2003.     | Фауст 2                                     | Дворјанин                | Мира Ерцег                                | Народно позориште                  |
| 16. мај 2003.       |                                             |                          | Јелена Богавац                            | Битеф театар                       |
| 19. октобар 2003.   | Принцеза на зрну грашка                     | Плавша                   | Слободанка Цаца Алексић                   | Позориште „Пуж”                    |
| 8. мај 2005.        | Себични принц                               |                          | Милица Краљ                               | Позориште „Пуж”                    |
| 31. август 2005.    | Порнографија 1, 2... 4                      |                          | Ана Миљанић                               | Центар за културну деконтаминацију |
| 26. април 2006.     | Посета старе даме                           |                          | Стефан Саблић                             | Битеф театар                       |
| 5. новембар 2006.   | Змијско легло                               | други полицајац          | Ива Милошевић                             | Атеље 212                          |
| 13. април 2007.     | Весели времеплов                            |                          | Ана Радивојевић и Слободанка Цаца Алексић | Позориште „Пуж”                    |
| 21. септембар 2007. | Амселфелд                                   | хер Милош                | Кокан Младеновић                          | Битеф театар                       |
| 13. март 2008.      | Робин Худ                                   | телал                    | Југ Радивојевић                           | Позориште „Пуж”                    |
| 16. март 2008.      | Инстант сексуално васпитање                 | Фики                     | Југ Радивојевић                           | Позориште „Бошко Буха”             |
| 14. новембар 2008.  | Прича из вилинске шуме                      | Јоле                     | Ана Радивојевић                           | Позориште „Пуж”                    |
| 18. децембар 2008.  | Кичма                                       | Хуфшмит                  | Бојана Јанковић                           | Позориште „Душко Радовић”          |
| 12. април 2009.     | Мирис кише на Балкану                       | Владан                   | Ана Радивојевић                           | Мадленијанум                       |
| 2. јун 2009.        | Три сестре гледају Чехова                   |                          | Чарни Ђерић                               | Позориште „Душко Радовић”          |
| 5. јул 2009.        | Затвор подунавске регије                    |                          | Златко Паковић                            | Центар за културну деконтаминацију |
| 1. октобар 2009.    | Шест лица тражи писца                       | глумац                   | Златко Паковић                            | Позориште „Душко Радовић”          |
| 6. октобар 2009.    | Докле?                                      | Ненад                    | Алиса Стојановић                          | Атеље 212                          |
| 7. децембар 2009.   | Деришта                                     |                          | Бојан Ђорђев                              | Позориште „Душко Радовић”          |
| 9. април 2010.      | Златокоса                                   | Мики                     | Слободанка Цаца Алексић                   | Позориште „Пуж”                    |
| 23. септембар 2010. | Расправа са Ернестом Че Геваром             | Едуардо Уерта/Гери Прадо | Душан Петровић                            | Атеље 212                          |
| 7. октобар 2011.    | Није странац, мајке ми                      |                          | Чарни Ђерић                               | Позориште „Бошко Буха”             |
| 18. мај 2012.       | Зоран Ђинђић                                |                          | Оливер Фрљић                              | Атеље 212                          |
| 15. јануар 2015.    | Јање, кокош, орао — Историја једне породице |                          | Аница Томић                               | Битеф театар                       |
| 3. март 2015.       | Живот стоји, живот иде даље                 |                          | Јелена Богавац                            | Битеф театар                       |
| 18. децембар 2015.  | Велики Гетсби                               | Том                      | Марко Јовичић                             | Мадленијанум                       |
| 3. новембар 2017.   | Црна кутија                                 | Стефан                   | Андреј Носов                              | Београдско драмско позориште       |
| 15. јануар 2015.    | Предатор                                    |                          | Бојан Ђорђев                              | Дах театар                         |
| 28. април 2018.     | Режим љубави                                | Миша                     | Бојан Ђорђев                              | Атеље 212                          |
| 3. новембар 2019.   | Сцене из брачног живота                     | Јохан                    | Ана Томовић                               | Београдско драмско позориште       |
| 21. јул 2020.       | Њујоршки маратон                            |                          | Ђанлука Барбадори                         | онлајн представа                   |
| 3. март 2021.       | Секс, уметност, комунизам                   |                          | Бојан Ђорђев                              | Битеф театар                       |
| 21. април 2021.     | 64                                          |                          | Алиса Стојановић                          | Атеље 212                          |

### Награде и признања
За улогу у филму Влажност добио је FIPRESCI награду за најбољег глумца, као и награду за најбољег глумца на −у 2016. године.
Заједно са својим колегама, за улогу у представи Живот стоји, живот иде даље Битеф театра, Милош је добио Стеријину награду за иновативан приступ ангажованом позоришту.

## ЛГБТ активизам
У јуну 2020. године Тимотијевић је у виду награде „Дуга”, коју додељује Геј стрејт алијанса, добио потврду свог статуса српске геј иконе. У образложењу жирија је наведено да је Милош, захваљујући улози хомосексуалца у ТВ серији Јужни ветар, али и због начина на који се борио против одмазде појединог дела публике, допринео у борби против хомофобије и трансфобије.

Глумац се у пролеће исте године сусрео са многобројним претњама на друштвеним мрежама, због геј пољупца у поменутој серији. То га је навело да истиче потребу за што више ЛГБТ јунака у домаћим продукцијама, јер, како каже: 
| „ | То није ништа страно, ни чудно, део је друштва у коме живимо, где су припадници ЛГБТ популације наши суграђани; сви смо негде једнаки и морамо да водимо рачуна једни о другима, да свако има право на своју слободу и свој живот; ово је патријархално друштво и треба такве сцене да буду учесталије, како би се ситуација смирила. | ” |

Милош је додао да то чак није била ни прва сцена пољупца између два мушкарца: 
| „ | Геј пољубац десио се и раније, у серији Вратиће се роде, а први геј пољубац десио се чак давне 1911. године, у филму Живот и дела бесмртног вожда Карађорђа; то је наш први филм, и хајде да се не заносимо, да се то ни не дешава ако га не приказујемо — дешава се... У серији Тајкун постоје лезбејске сцене и то људима не смета јер постоје дупли стандарди. | ” |

Тимотијевић је ликове истополне сексуалне оријентације играо и у кратким филмовима Наредник и Почетак лета редитеља Николе Љуце. У представи Режим љубави играо је пансексуалца.
Глумац се 2022. придружио неколицини уметника који су позирали наги за изложбу фотографија Трагови, аутора Милоша Надаждина. Изложба је организована у оквиру званичног програма Европрајда 2022. Милош је јавно подржао одржавање ове манифестације у Београду, уз поруку да је богатство у различитости.

## Филмографија
| Год.        | Назив                                              | Улога                     |
| ----------- | -------------------------------------------------- | ------------------------- |
| 1990-е      |                                                    |                           |
| 1995—1996.  | Крај династије Обреновић (ТВ серија)               |                           |
| 1995.       | Жеља звана трамвај                                 | момак са фото-апаратом    |
| 1995.       | Симпатија и антипатија (ТВ филм)                   | Михаило Обреновић         |
| 1995—1996.  | Срећни људи (ТВ серија)                            | Пабло                     |
| 1996.       | Срећни људи: Новогодишњи специјал                  | Пабло                     |
| 1997.       | Расте трава (ТВ филм)                              | студент                   |
| 1996—1997.  | Горе—доле (ТВ серија)                              | Лулетов син Дејан         |
| 1998.       | Канал мимо (ТВ серија)                             | Човек 2                   |
| 1998.       | Досије 128 (ТВ филм)                               |                           |
| 1998.       | Стршљен                                            | Емин                      |
| 1998.       | Повратак лопова                                    | новинар                   |
| 1999—2000.  | Породично благо (ТВ серија)                        | инспектор Лазаревић       |
| 2000-е      |                                                    |                           |
| 2000.       | Проналазачи (ТВ филм)                              | инспектор                 |
| 2001.       | Крсташи (ориг. Croaciati) (ТВ филм)                         | Јохан                     |
| 2002.       | Лавиринт                                           | Тамарин друг              |
| 2002—2003.  | Лавиринт (ТВ серија)                               | Тамарин друг              |
| 2003—2004.  | Лисице (ТВ серија)                                 |                           |
| 2003.       | Приче о великим математичарима (минисерија)        | Небојша                   |
| 2006.       | Седам и по                                         | Тадија                    |
| 2007.       | Четврти човек                                      | телохранитељ              |
| 2007—2008.  | Вратиће се роде (ТВ серија)                        | Кер                       |
| 2008.       | Дрво, камен, облак (кратки филм)                   |                           |
| 2008.       | Почетак лета (кратки филм)                         | Бранко                    |
| 2008—2009.  | Бела лађа (ТВ серија)                              | Аламуњин телохранитељ     |
| 2008.       | Маша                                               | Саки                      |
| 2008—2009.  | Горки плодови (ТВ серија)                          | Шеки                      |
| 2009.       | Људски зверињак (ориг. )                           | Борис                     |
| 2010-е      |                                                    |                           |
| 2010—2011.  | Куку, Васа (ТВ серија)                             |                           |
| 2010—2011.  | Село гори, a баба се чешља (ТВ серија)             | доктор Звонко             |
| 2009—2011.  | Грех њене мајке (ТВ серија)                        |                           |
| 2010—2011.  | Сва та равница (ТВ серија)                         | Јосип Вит                 |
| 2011.       | Октобар                                            |                           |
| 2011.       | Чувар (кратки филм)                                | Бата                      |
| 2011—2012.  | Жене са Дедиња (ТВ серија)                         | Хранислав                 |
| 2011.       | Практични водич кроз Београд са певањем и плакањем |                           |
| 2011.       | У земљи крви и меда (ориг. )                       | Ђура                      |
| 2011.       | Игра истине (ТВ серија)                            | Морон                     |
| 2011—2012.  | Непобедиво срце (ТВ серија)                        | поручник                  |
| 2012—2020.  | Војна академија (ТВ серија)                        | поручник Видоје Васиљевић |
| 2012.       | Чернобиљски дневници (ориг. )                      | Украјински војник         |
| 2012.       | Најлепша је моја земља (ориг. )                    |                           |
| 2012.       | Наредник (кратки филм)                             |                           |
| 2013.       | Простор између нас (кратки филм)                   | Иван                      |
| 2013—2014.  | Равна гора (ТВ серија)                             | каплар Чутурић            |
| 2013.       | Војна академија 2                                  | поручник Васиљевић        |
| 2014.       | Одељење (ТВ серија)                                | инспектор Цвијановић      |
| 2014.       | Новембарски човек (ориг. )                         | Фјодоров-начелник штаба   |
| 2014.       | Ничије дете                                        | Илке васпитач             |
| 2014.       | (ориг. ) (ТВ серија)                               |                           |
| 2015—2016.  | Чизмаши (ТВ серија)                                | Поручник Здравко Зец      |
| 2015.       | Небо изнад нас (ориг. )                            | Марко                     |
| 2015.       | За краља и отаџбину                                | Каплар Чутурић            |
| 2015.       | Последњи пантери (ориг. The Last Panthers) (минисерија)             | телохранитељ              |
| 2016.       | Упркос снегу (ориг. )                              | Први човек                |
| 2016.       | Храбри петао (анимирани)                           | петао Тото (глас)         |
| 2016.       | Влажност                                           | Петар                     |
| 2016.       | ЗГ 80 (ориг. )                                     | Риле                      |
| 2016.       | Војна академија 3                                  | мајор Васке               |
| 2016—2017.  | Сумњива лица (ТВ серија)                           | Луковац                   |
| 2017—2018.  | Истине и лажи (ТВ серија)                          | Таса                      |
| 2017.       | Интелигенција (ориг. )                             | опасан момак              |
| 2017.       | Живот траје три дана (кратки филм)                 |                           |
| 2017—2018.  | Сенке над Балканом (ТВ серија)                     | тужилац Војин Ђукић       |
| 2018.       | Јужни ветар                                        | Ступар                    |
| 2018—2021.  | Беса (ТВ серија)                                   | Петрит Коци               |
| 2018.       | Комик санс (ориг. )                                | Лукас                     |
| 2019.       | Пси умиру сами                                     | Бранко                    |
| 2019.       | Екипа                                              | Деки                      |
| 2019—2020.  | Предстража (ориг. ) (ТВ серија)                    | Варлек                    |
| 2019.       | Војна академија 5                                  | мајор Васке               |
| 2020-е      |                                                    |                           |
| 2020.       | Јужни ветар (ТВ серија)                            | Ступар                    |
| 2021.       | Александар од Југославије (ТВ серија)              | Ђорђе П. Карађорђевић     |
| 2021.       | Породица (минисерија)                              | Богољуб Бјелица           |
| 2021—данас. | Певачица (ТВ серија)                               | Влада Видак               |
| 2021.       | Пресуда (кратки филм)                              |                           |
| 2022.       | Небеса                                             | Петар                     |
| 2022.       | Државни службеник (ТВ серија)                      | Лука                      |
| 2022.       | Траг дивљачи                                       | Аљоша                     |
| 2022.       | Да ли сте видели ову жену?                         |                           |
| 2022.       | Мочвара (ТВ серија)                                | Жељко Гарчевић            |
| 2023.       | Што се боре мисли моје                             | Ђорђе Чогурић             |
| 2023.       | Позив (ТВ серија)                                  | Милош Радивојевић         |
| 2023.       | Посета (ТВ серија)                                 |                           |
| 2023.       | Тунел (ТВ серија)                                  | Ненадов отац              |
| 2023.       | Oх, ох, дође и та телевизија                       | Мирко Тепавац             |
| 2023.       | Смрт и девојка                                     |                           |
| 2024.       | Међу боговима                                      |                           |
| 2024.       | Последњи стрелац                                   | Балтазаревић              |
| 2024.       | Сабља (ТВ серија)                                  | Миле Луковић Кум          |
| 2024.       | Кнез Михаило (ТВ серија)                           | Ђорђе Чогурић             |
| 2025.       | Сумпор (серија)                                    | Ђорђе Чогурић             |
| 2025.       | Опрост (филм)                                      |                           |